# Castello di Compiègne
Il castello di Compiègne, in francese: château de Compiègne, è un castello francese già residenza reale che fu fatto originariamente edificare a metà del XVIII secolo da re Luigi XV di Francia. È situato nella città di Compiègne (dipartimento dell'Oise), nella regione francese della Piccardia. Ospita tre musei.
Praticamente distrutto durante la rivoluzione francese, fu ricostruito per disposizione di Napoleone Bonaparte a inizio Ottocento.  Assieme alla reggia di Versailles e al castello di Fontainebleau, è stata una delle tre sedi governative della monarchia francese.
Ancor prima che il castello fosse costruito, la località di Compiègne era la residenza estiva preferita dei monarchi francesi che vi si recavano essenzialmente per praticarvi la caccia nella vicina foresta.

## Storia
La prima residenza reale fu costruita nel 1374 da Carlo V di Francia e da allora numerosi successori ne fecero luogo di soggiorno, alcuni dei quali procedendo a sostanziali modifiche della dimora. Re Luigi XIV vi soggiornò settantacinque volte, anche se il sovrano che amò maggiormente la residenza fu Luigi XV che, appunto, decise di far erigere la monumentale dimora.
Luigi XV arrivò la prima volta a Compiègne il 4 giugno 1728. Il giovane re scelse il castello come sede del congresso che doveva discutere la pace con la Francia. Trovò il luogo delizioso per la caccia e, da allora, ogni anno vi trascorse due mesi estivi. Il conte di Chevergny ha descritto così il suo amore per Compiègne:

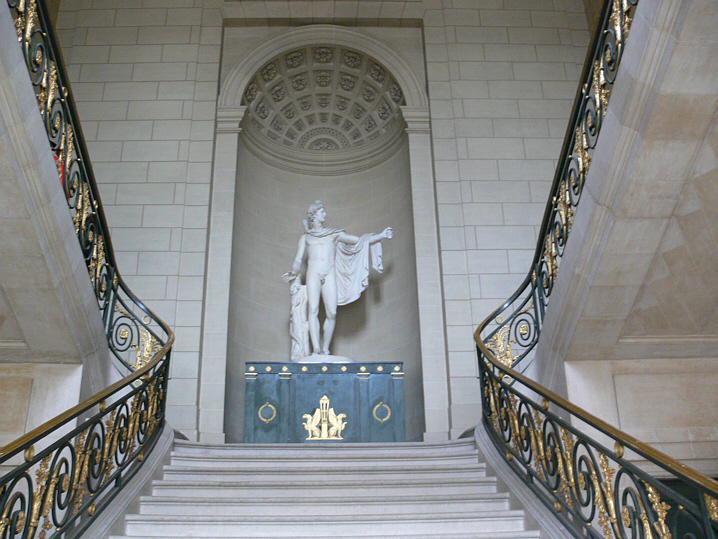
Lo scalone principale

Il castello si dimostrò però ben presto insufficiente - come strutture - per soddisfare le esigenze reali, tanto che dopo una prima serie di lavori relativi agli interni (1733), lavori di ampliamento furono realizzati sotto la direzione di Jacques V Gabriel fra il 1736 e il 1740.
In virtù di tale ampliamento, il castello nell'Oise divenne ben presto la residenza preferita da Luigi XV che meditò a lungo se trasferire la sua residenza da Versailles a Compiègne.
Nel 1750 l'architetto Ange-Jacques Gabriel propose un profondo restauro del castello. I lavori ebbero inizio l'anno successivo e furono completati solo nel 1788 dagli studenti di Gabriel, Le Dreux de La Châtre.
Gli spalti della città antica suggerirono la struttura della nuova planimetria per l'edificio che doveva presentarsi in stile neoclassico, presentandosi con linee estremamente semplici e piane sia per gli esterni che per gli interni.
Durante la rivoluzione francese, il castello passò sotto la giurisdizione del ministero degli Interni ma finì per essere quasi completamente sventrato. Nel 1795 ogni mobilia fu vendita mentre le opere d'arte furono trasferite al Museo Centrale.

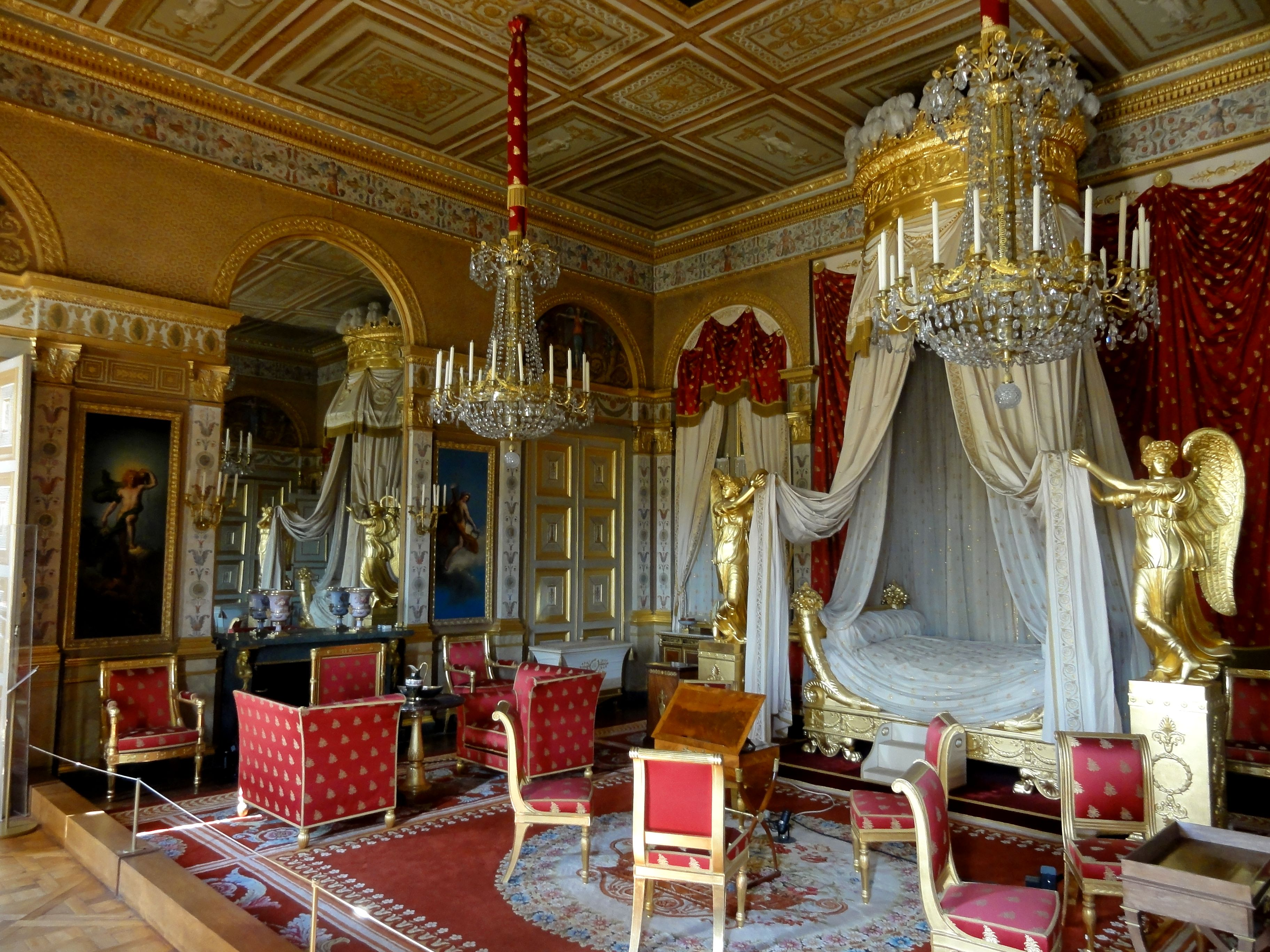
La Camera dell'Imperatrice

Napoleone vi transitò nel 1799 e poi ancora nel 1803. L'anno successivo, il castello divenne dominio imperiale e nel 1807 lo stesso Bonaparte ne decise il restauro per renderlo nuovamente abitabile.
Gli architetti Berthault, Charles Percier e Pierre François Léonard Fontaine, i decoratori  Dubois e Pierre-Joseph Redouté, e gli ebanisti François-Honoré-Georges Jacob-Desmalter e Marcion si occuparono dei lavori di restauro del castello, il cui assetto fu alterato con l'aggiunta di una sala da ballo e la creazione di un giardino collegato direttamente alla vicina foresta.
L'esito finale fu un modello del nuovo stile chiamato primo Impero francese (1808-1810) anche se alcune tracce del precedente décor ancora risultassero visibili. Auguste Luchet ha annotato come Compiègne parli di Napoleone almeno quanto Versailles lo faccia per Luigi XIV. Dal 1856 in avanti Napoleone III ed Eugénie ne fecero la loro residenza autunnale, disponendo la ridecorazione di alcune stanze secondo il gusto del secondo Impero francese.
Il castello di Compiègne ospita tre distinti musei che costituiscono un'attrazione culturale di notevole rilievo per i visitatori: gli appartamenti reali, come dimora storica, costituiscono una casa-museo; vi è poi il Museo del Secondo Impero e il Museo nazionale dell'automobile che, fondato nel 1927, presenta una collezione di antichi carri, biciclette e automobili.